# The Last in Line
The Last In Line — другий студійний альбом американського хеві-метал гурту Dio, який був випущений 2 липня 1984 року. Це перший альбом Dio, у записі якого брав участь колишній клавішник Rough Cutt Клод Шнелл.
12 вересня 1984 року платівка отримала золотий сертифікат (500 000 проданих одиниць) RIAA і була першим релізом Dio, який отримав платинову сертифікацію(1 000 000 проданих одиниць), 3 лютого 1987 року.
У Великій Британії альбом отримав срібний сертифікат (60 000 проданих одиниць) Британської асоціації виробників фонограм, досягнувши цього статусу в січні 1986 року, одночасно з Holy Diver. На сьогоднішній день це єдині два альбоми Dio, які отримали, як мінімум платиновий сертифікат.

## Перевидання
19 березня 2012 року було випущене Deluxe видання альбомів Dio: Holy Diver, The Last In Line і Sacred Heart на двох компакт-дисках для всесвітнього поширення за межами США.

## Критика
У 2005 році The Last In Line зайняв 372 місце в книзі журналу Rock Hard у списку 500 найкращих рок і метал-альбомів усіх часів.

## Треклист
Автор слів Ронні Джеймс Діо. 
| Сторона А | Сторона А               | Сторона А                         | Сторона А  |
| #         | Назва                   | Автор музики                      | Тривалість |
| --------- | ----------------------- | --------------------------------- | ---------- |
| 1.        | «We Rock»               | Діо                               | 4:33       |
| 2.        | «The Last in Line»      | Діо, Вівіан Кемпбелл, Джиммі Бейн | 5:46       |
| 3.        | «Breathless»            | Діо, Кемпбелл                     | 4:09       |
| 4.        | «I Speed at Night»      | Діо, Кемпбелл, Бейн, Вінні Аппісі | 3:26       |
| 5.        | «One Night in the City» | Діо, Кемпбелл, Бейн, Аппісі       | 5:14       |

| Сторона Б | Сторона Б                   | Сторона Б                   | Сторона Б  |
| #         | Назва                       | Автор музики                | Тривалість |
| --------- | --------------------------- | --------------------------- | ---------- |
| 6.        | «Evil Eyes»                 | Діо                         | 3:38       |
| 7.        | «Mystery»                   | Діо, Бейн                   | 3:55       |
| 8.        | «Eat Your Heart Out»        | Діо, Кемпбелл, Бейн, Аппісі | 3:50       |
| 9.        | «Egypt (The Chains are On)» | Діо, Кемпбелл, Бейн, Аппісі | 7:01       |

## Учасники запису
Dio
- Ронні Джеймс Діо — вокал, клавішні
- Вінні Аппісі — барабани
- Джиммі Бейн — бас-гітара
- Вівіан Кемпбелл — гітара
- Клод Шнелл — клавішні

Виробництво
- Записано на ранчо Карібу, штат Колорадо
- Продюсер: Ронні Джеймс Діо
- Звукоінженер: Анджело Аркурі
- Помічник інженера: Річ Марковіц
- Міксинг на моніторах Westlake Audio BBSM6
- Початковий мастеринг був виконаний Джорджем Маріно в Sterling Sound, Нью-Йорк
- Ремастеринг: Енді Пірс (2012 Universal Deluxe Edition)
- Ремастеринг: Стів Гоффман (видання Audio Fidelity 24K 2012 р.)
- Ілюстрація Баррі Джексона

## Чарти

### Альбом
| Рік  | Чарт                            | Позиція |
| ---- | ------------------------------- | ------- |
| 1984 | (UK Albums Chart)               | 04      |
| 1984 | (Swedish Albums Chart)          | 06      |
| 1984 | (Norwegian Albums Chart)        | 07      |
| 1984 | (GfK Dutch Charts)              | 011     |
| 1984 | (German Albums Chart)           | 023     |
| 1984 | (Billboard 200)                 | 023     |
| 1984 | (RPM100 Albums)                 | 051     |
| 2012 | (Oricon Japanese Albums Charts) | 154     |

### Сингли
| Рік  | Назва              | Чарт                  | Позиція |
| ---- | ------------------ | --------------------- | ------- |
| 1984 | «Mystery»          | Mainstream Rock (USA) | 20      |
| 1984 | «Mystery»          | UK Singles Chart      | 34      |
| 1984 | «We Rock»          | Mainstream Rock (USA) | 14      |
| 1984 | «We Rock»          | UK Singles Chart      | 42      |
| 1984 | «The Last in Line» | Mainstream Rock (USA) | 10      |

## Сертифікації
| Регіон                                             | Сертифікація | Продажі    |
| -------------------------------------------------- | ------------ | ---------- |
| Велика Британія (BPI)                              | Срібний      | 60 000^    |
| США (RIAA)                                         | Платиновий   | 1 000 000^ |
| ^відвантаження, що базуються лише на сертифікаціях |              |            |